# うだつ
うだつは、東洋伝統家屋の屋根に取り付けられる小柱、防火壁、装飾。本来は梲と書き、室町以降は卯建・宇立などの字が当てられた。中国では中南部都市部で隣家端側の漆喰塗り外壁を二階部や屋根上に延長し、黒瓦を載せる。

## 歴史
平安時代は「うだち」といったが、室町時代以降「うだつ」と訛った。本来は梁（うつばり）の上に立てる小さい柱のことを言ったが、そののち、自家と隣家との間の屋根を少し持ち上げた部分を「うだつ」と呼ぶようになった。桃山時代に描かれた洛中洛外図屏風にはうだつのある長屋が描かれている。桃山時代から江戸時代初期にかけては木製のうだつが存在するなど、当初は防火壁と言うよりも屋根が強風で飛んだりするのを防ぐ防風の意味合いや、また装飾的な意味合いが強かった。
構造として、隣家と接するケラバ（切妻屋根の両端）部分の壁を少し持ち上げ、独立した小屋根を乗せたものを「うだつ」と呼ぶようになった（本うだつ）。
さらに、本うだつの下端が、平側の1階屋根と2階屋根の間の部分にまで張り出すようになり、その壁部分が小さい防火壁として独立し、これも「うだつ」と呼ぶようになった（袖うだつ）。
町屋が隣り合い連続して建てられている場合に隣家からの火事が燃え移るのを防ぐための防火壁として造られていったが、江戸時代中期頃には装飾的な意味に重きが置かれるようになる。自己の財力を誇示するための手段として、上方を中心に商家の屋根上には競って立派なうだつが上げられた。
うだつを上げるためにはそれなりの出費が必要だったことから、これが上がっている家は比較的裕福な家に限られていた。これが「生活水準が向上しない」「出世できない」「状態が今ひとつ良くない」「見栄えがしない」という意味の慣用句「うだつが上がらない」の語源のひとつと考えられている。

桃山時代の長屋のうだつ
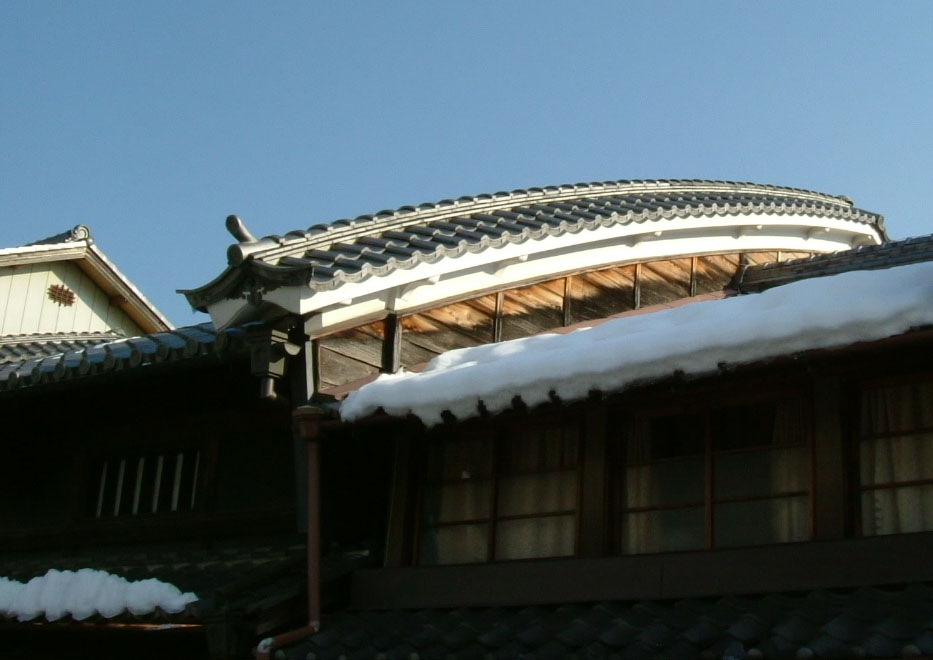
塗り籠めない木製のうだつ（本うだつ）
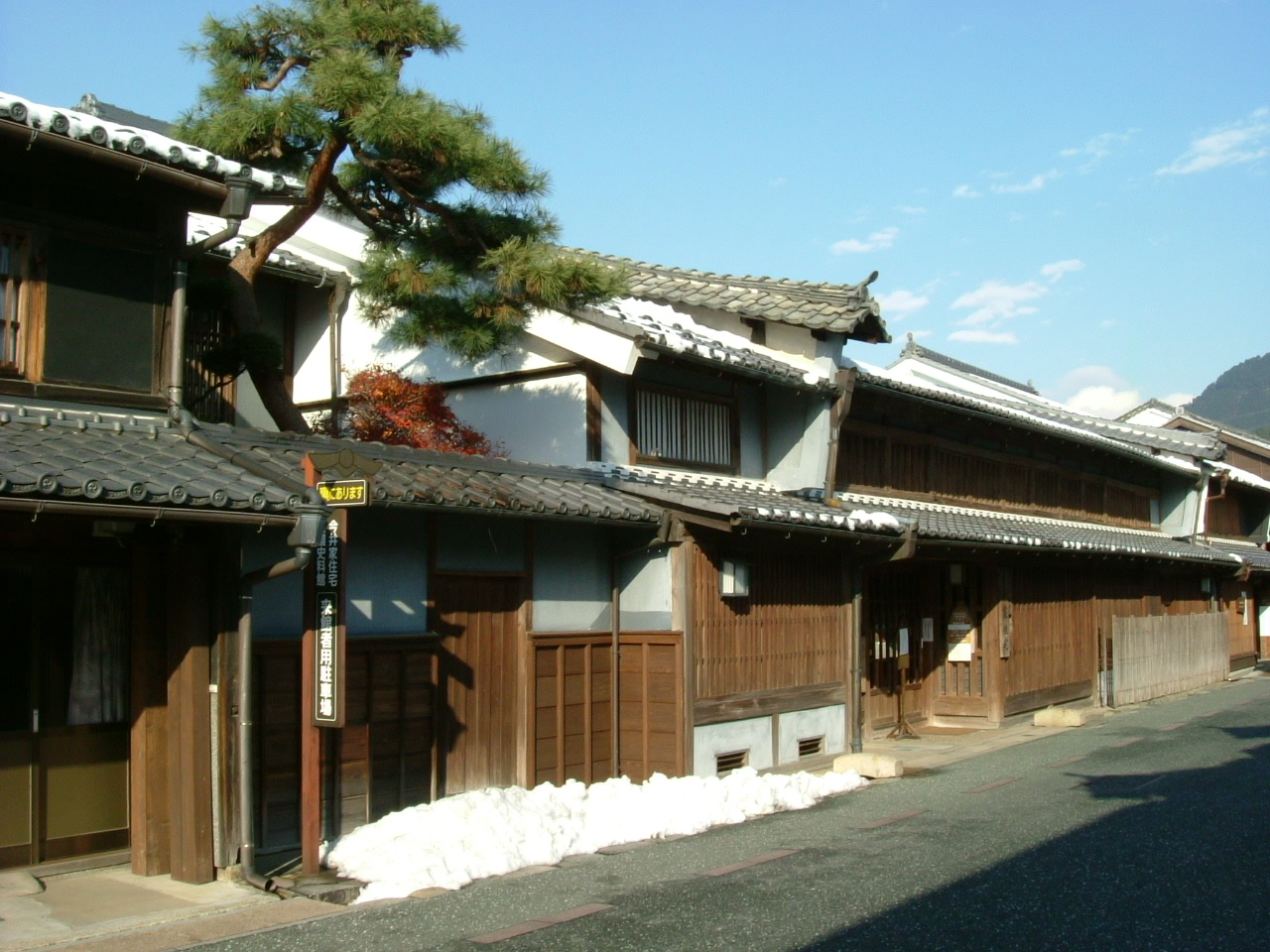
本うだつが防火性を高め、下部の壁が袖まで張り出す（袖壁）
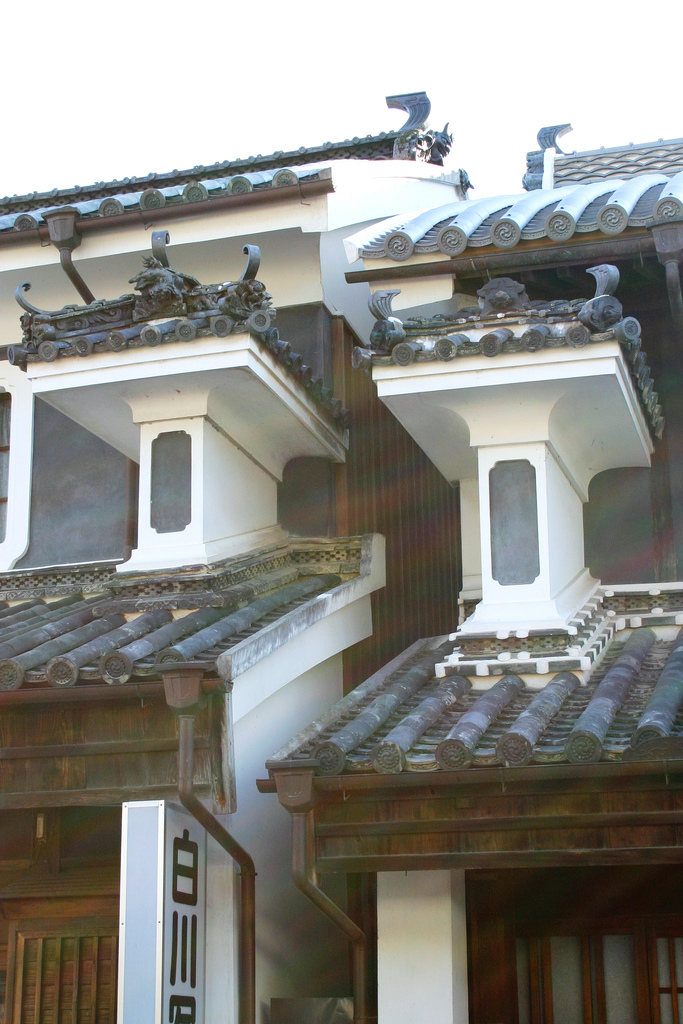
江戸時代中期以降、うだつの袖部分が独立し、装飾性を高める（袖うだつ）

## 種類
- 本うだつ - 屋根の上についたうだつ
- 袖うだつ - 1階部分と2階部分の間についたうだつ

紛らわしいもの
- 袖うだつに独立した屋根がなく、1階屋根と2階屋根の間に張り出した壁だけのものを「袖壁」と呼ぶ。
- 藁葺屋根のケラバを保護するために部分的に付けられた瓦屋根部分は「高塀」と呼ぶ。高塀は大和地方では瓦屋根部分が発達して高塀造り（大和棟）となった。
- 飛騨高山では、「火垣」と呼称している。これは、伊藤ていじ氏による指導でそのように呼んでいる。

## うだつのある町並み
今日うだつのある街並みは少なくなっているが、徳島県美馬市脇町南町や徳島県つるぎ町貞光、岐阜県美濃市美濃町などでは、うだつを地域の象徴的な存在としてその保存に努めている。

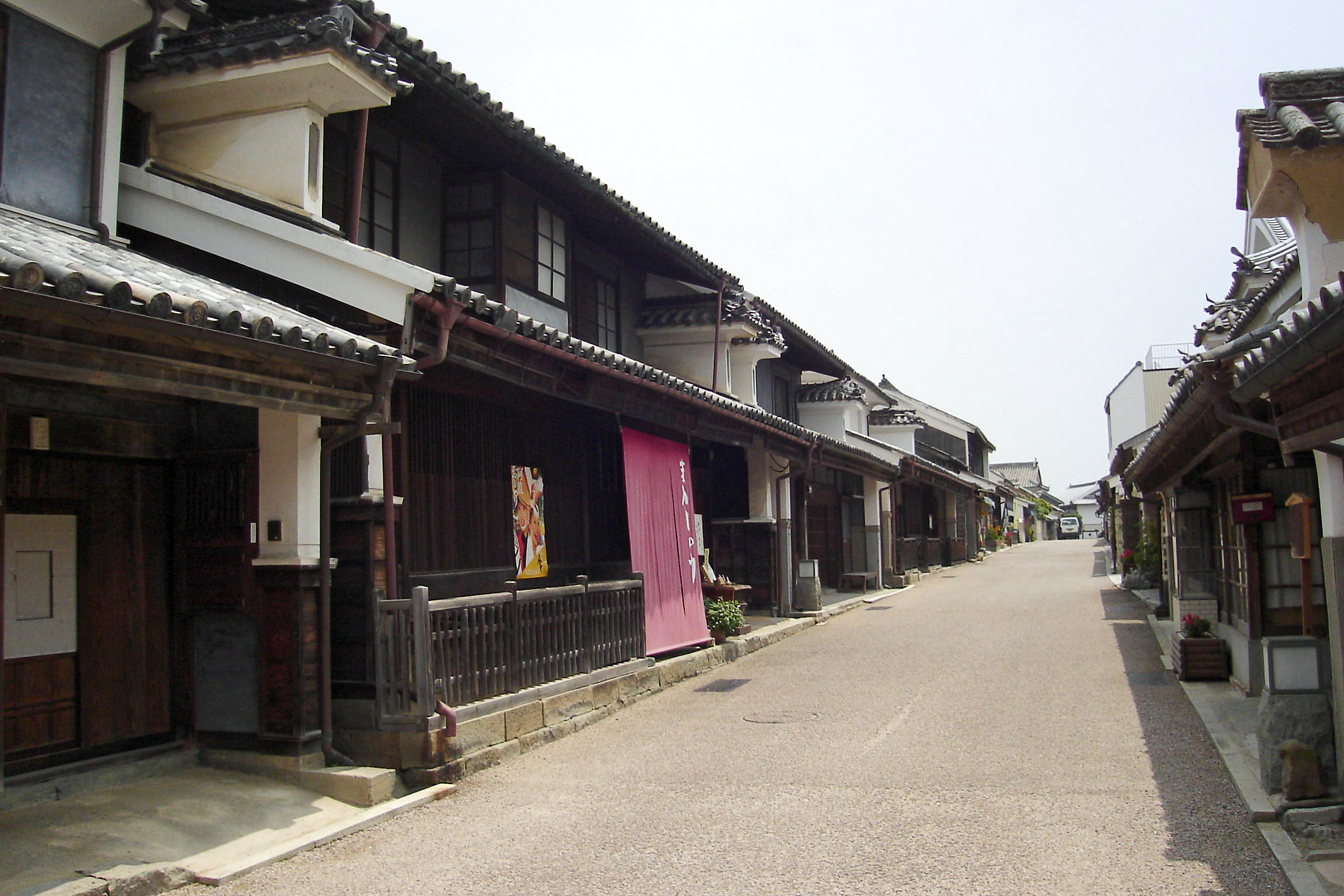
うだつが続く町屋 （徳島県美馬市脇町南町）
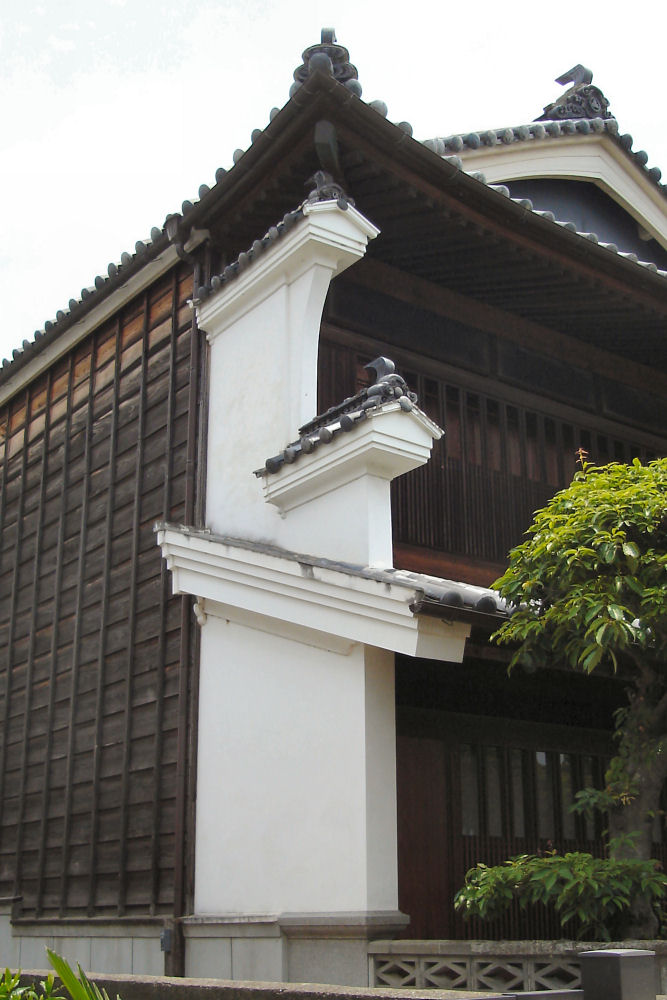
典型的な防火壁としてのうだつ（徳島県美馬市脇町南町）
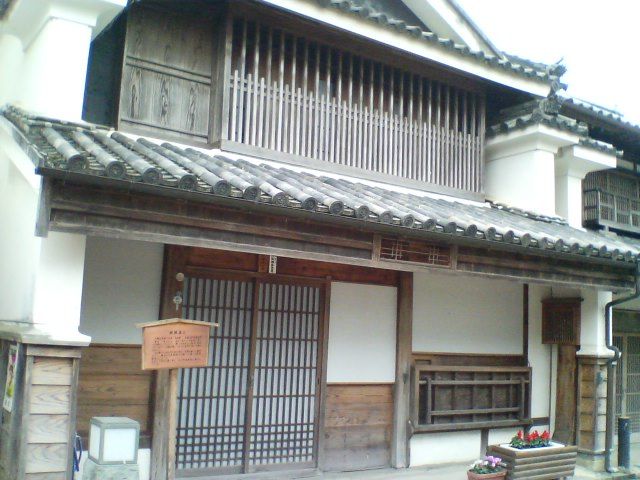
二階両端にうだつを持つ構造の家屋（徳島県美馬市脇町南町）
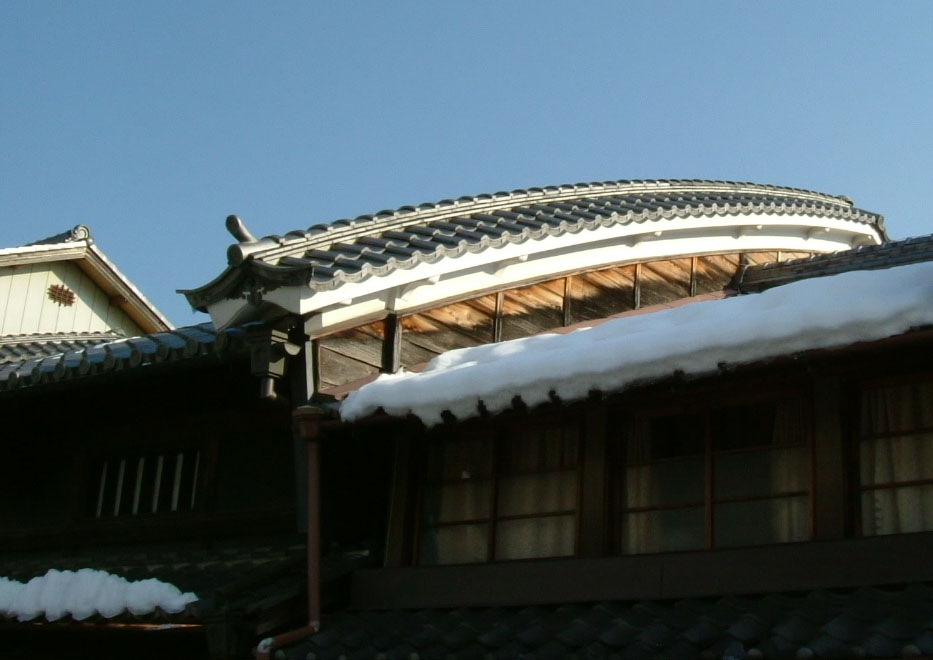
長く優美に伸びた装飾的なうだつ（岐阜県美濃市美濃町）
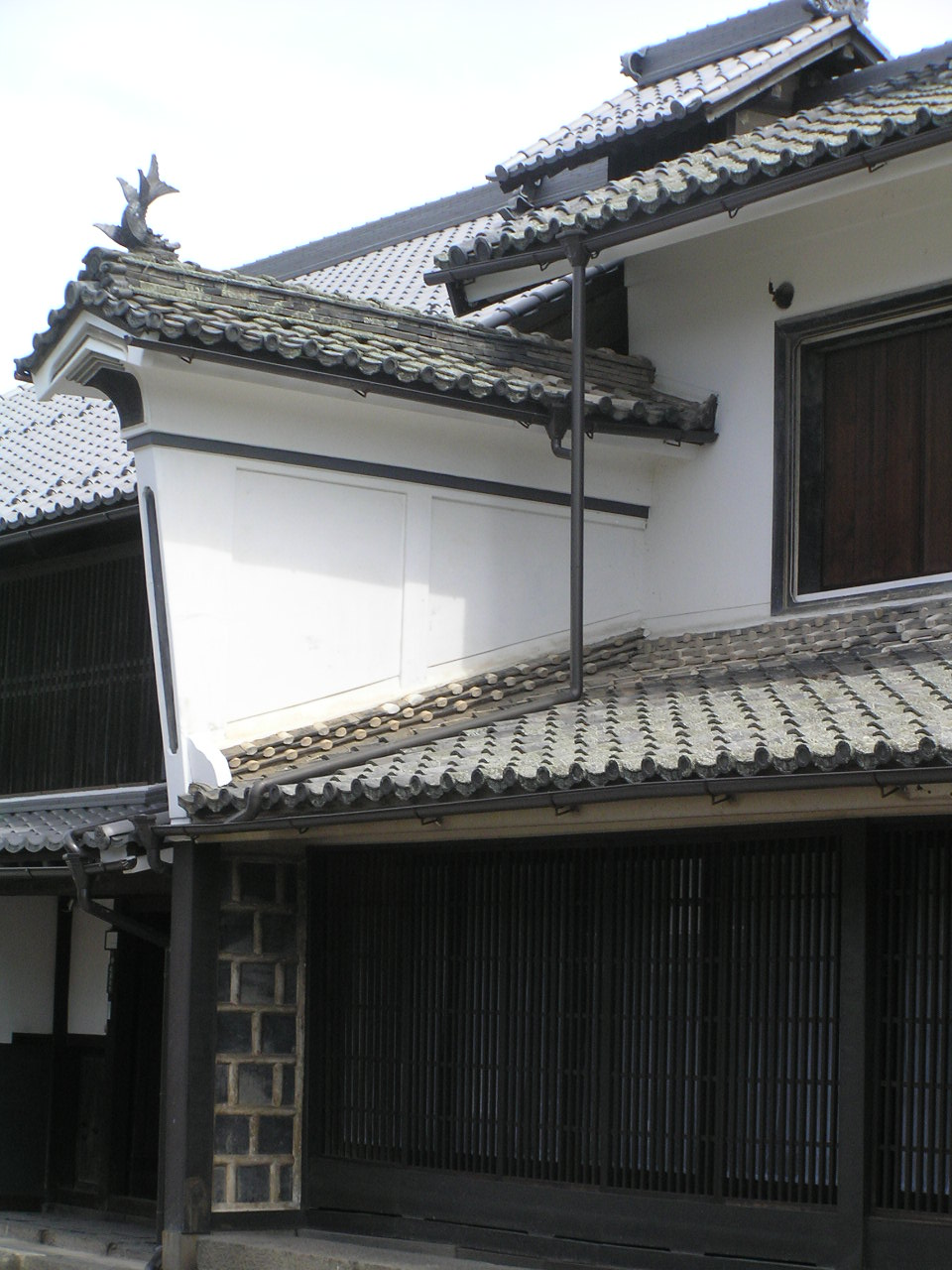
明治の袖うだつが残る民家（長野県東御市海野宿）
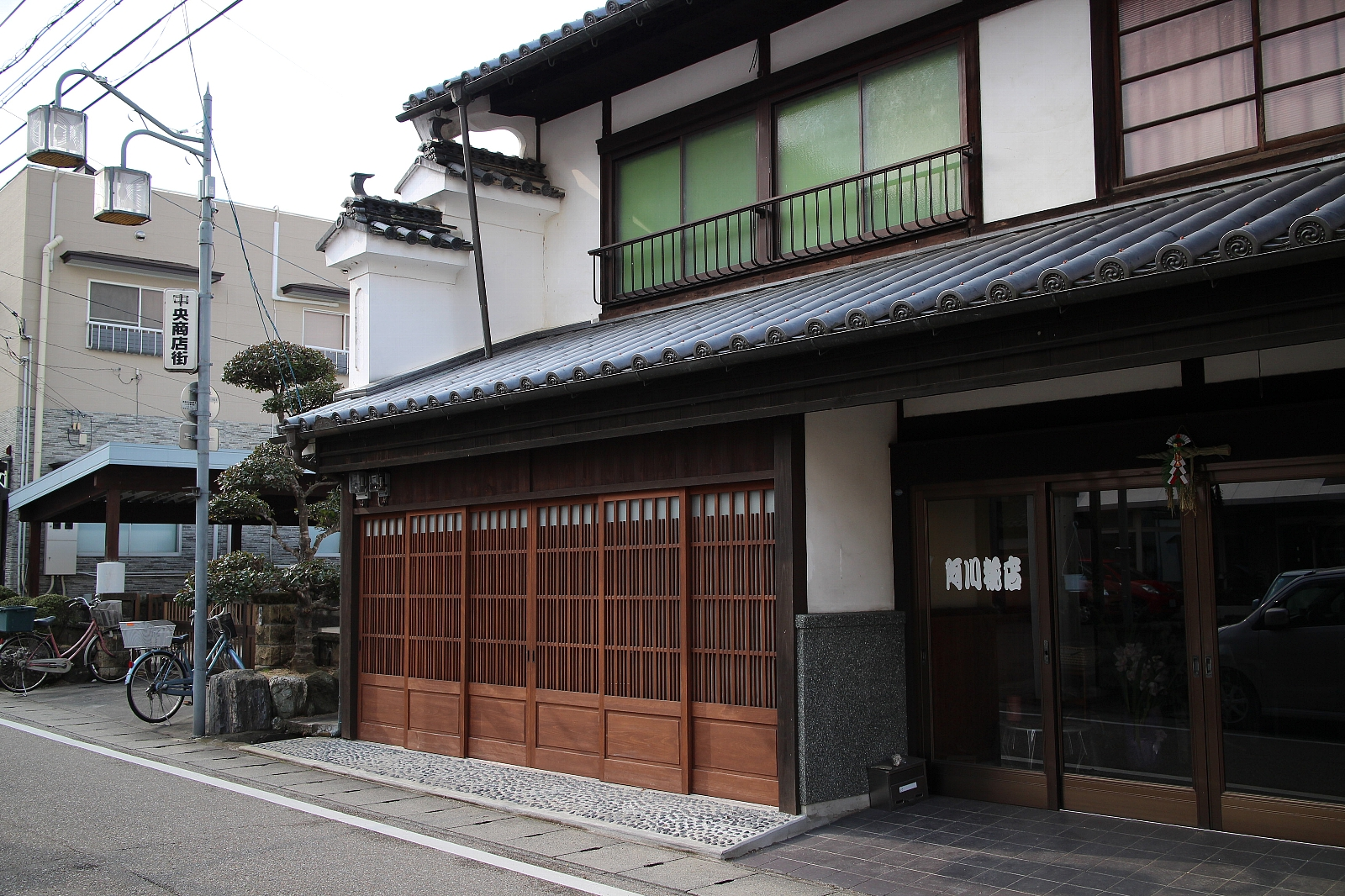
二層のうだつがあがる商店（徳島県つるぎ町貞光）
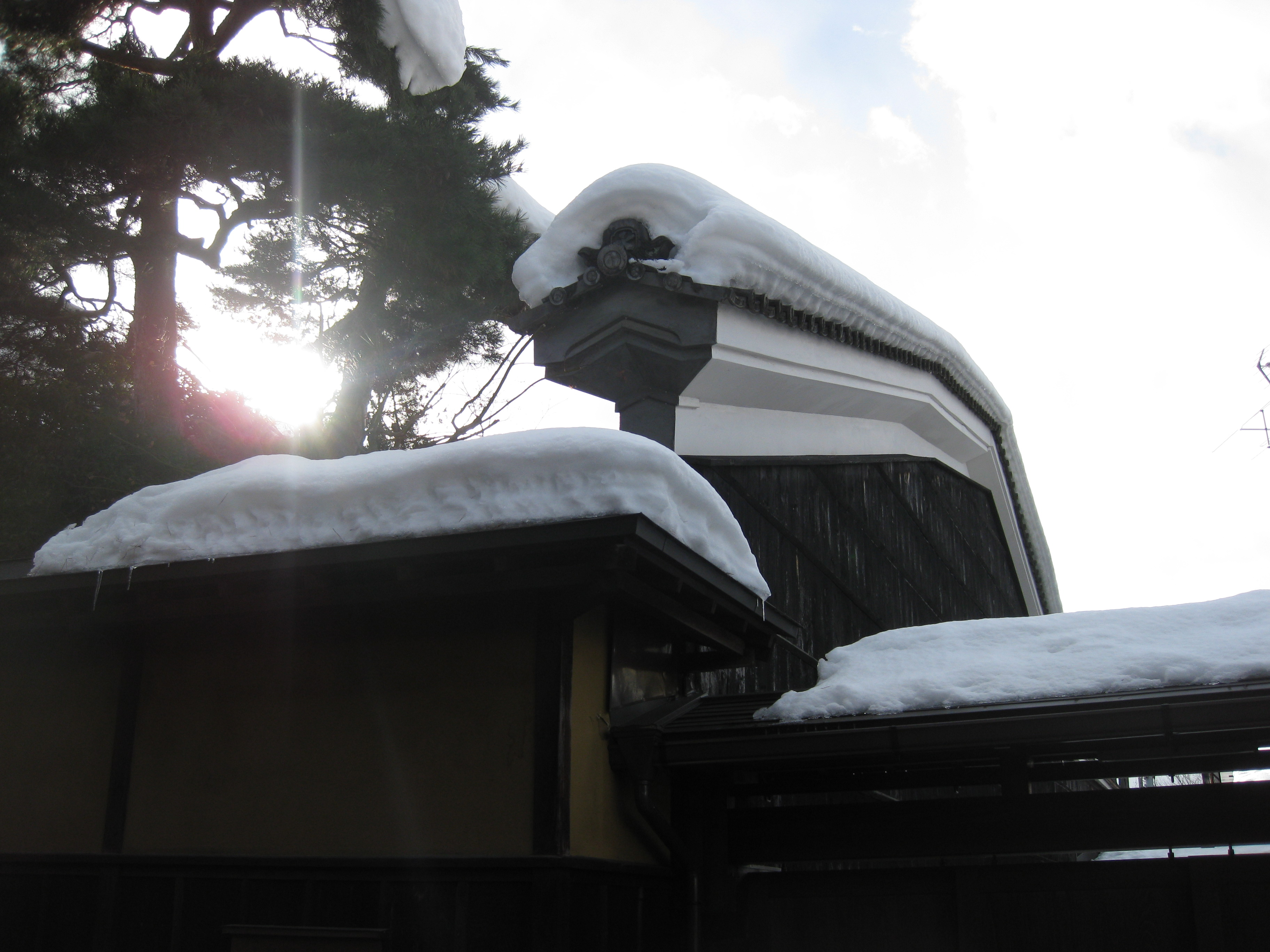
吉島家住宅 の「火垣」　（岐阜県高山市大新町）